# Martín de Garay
Pour les articles homonymes, voir Garay.
Martín de Garay, né Martín de Garay y Perales Martínez de Villela y Franco, est un homme d’État espagnol, né en Andalousie à El Puerto de Santa María en 1771 et mort en 1822 à La Almunia de Doña Godina dans la province de Saragosse.

## Biographie
Il fut secrétaire général de la junte centrale en 1808, des Cortès en 1810, et fournit, par ses habiles combinaisons financières, les moyens de soutenir la guerre de l’indépendance. 
Appelé au ministère des finances en 1814, il proposa à Ferdinand VII une série de réformes dont la réalisation devait amener la régénération de l’Espagne ; mais ces réformes comprenaient la vente des biens ecclésiastiques, l’égalité d’impôt pour toutes les classes, une taxe sur les majorats. Il dut se retirer en 1818, devant une coalition du clergé et de la noblesse. Les regrets de la nation l’accompagnèrent dans la retraite qu’il se choisit à Saragosse.